# Niv Zrihan
Niv Zrihan (in ebraico ניב זריהן‎?; Ashdod, 24 maggio 1994) è un calciatore israeliano, attaccante del Maccabi Kabilio Giaffa.

## Carriera

### Club
Ha giocato nella massima serie israeliana.

## Palmarès

### Club

#### Competizioni nazionali
- Campionato israeliano: 1

Hapoel Be'er Sheva: 2017-2018
- Coppa d'Israele: 1

Hapoel Be'er Sheva: 2019-2020
- Liga Leumit: 1

Ashdod: 2015-2016